# Alejandro González López
Alejandro González López (Gijón, 1 de marzo de 1980), más conocido como Alex González, es un ex baloncestista profesional de nacionalidad española. Su último club fue el Basket Villa de Mieres 2012 de Liga EBA.

## Trayectoria
Se formó como jugador en las categorías inferiores del Colegio de la Inmaculada (Gijón) y del Elmar León y tuvo su primera experiencia como profesional en la temporada 2000/01 como integrante del CB Ciudad de Algeciras de la LEB 2. Tras pasar por varios equipos de esta misma categoría, en la temporada 2004/05 ficha por el Ciudad de La Laguna Canarias también de LEB 2, equipo al que dos temporadas más tarde ayudaría a conseguir el ascenso a la liga LEB Oro. Permanecería hasta la temporada 2007/08 en el conjunto isleño y al año siguiente fichó por el Grupo Begar León que acaba de descender de la liga ACB.
A finales de junio de 2009 firma por el Cáceres 2016 también de LEB Oro, conjunto con el que llegaría a disputar los play-off de ascenso a la liga ACB.
En agosto de 2010 se confirma su fichaje por el Feve Oviedo de LEB Plata, club recién ascendido a la categoría al que llegó como fichaje estrella de la temporada.

## Clubes
- 1998/00: Elmar León (EBA).
- 2000/01: CB Ciudad de Algeciras (LEB 2).
- 2001/02: León Caja España (LEB) y Redcom Porriño (LEB 2).
- 2002/03: El Ejido CB (LEB 2).
- 2003/04: Doncel Aguas Fondetal (LEB 2).
- 2004/07: Ciudad de La Laguna Canarias (LEB 2).
- 2007/08: Ciudad de La Laguna Canarias (LEB Oro).
- 2008/09: Grupo Begar León (LEB Oro).
- 2009/10: Cáceres 2016 Basket (LEB Oro).
- 2010/12: Feve Oviedo (LEB Plata)
- 2012/13: Real Grupo de Cultura Covadonga (Primera División Nacional de Asturias)
- 2013/14: Basket Villa de Mieres 2012 (Primera División Nacional de Asturias)